# Ischyroceridae
Ischyroceridae es una familia de crustaceos anfípodos marinos.

## Clasificación
Se reconocen los siguientes géneros agrupados en dos subfamilias:
- Dercothoe Dana, 1852
- Subfamilia Bonnierellinae Myers & Lowry, 2003
  - Bogenfelsia J.L. Barnard, 1962
  - Bonnierella Chevreux, 1900
- Subfamilia Ischyrocerinae Stebbing, 1899
  - Tribu Ischyrocerini Stebbing, 1899
    - Alatajassa Conlan, 2007
    - Bathyphlotis Stephensen, 1944
    - Bathyphotis Stephensen, 1944
    - Coxyschyrocerus Just, 2009
    - Isaeopsis K.H. Barnard, 1916
    - Ischyrocerus Krøyer, 1838
    - Jassa Leach, 1814
    - Microjassa Stebbing, 1899
    - Neoischyrocerus Conlan, 1995
    - Paradryope Stebbing, 1888
    - Parajassa Stebbing, 1899
    - Pseudischyrocerus Schellenberg, 1931
    - Ruffojassa Vader & Myers, 1996
    - Scutischyrocerus Myers, 1995
    - Tropischyrocerus ust, 2009
    - Ventojassa J. L. Barnard, 1970
    - Veronajassa Vader & Myers, 1996

  - Tribu Siphonoecetini Just, 1983
    - Africoecetes Just, 1983
    - Ambicholestes Just, 1998
    - Australoecetes Just, 1983
    - Bathypoma Lowry & Berents, 1996
    - Belkginoecetes Just, 2012
    - Borneoecetes Barnard & Thomas, 1984
    - Bubocorophium G. Karaman, 1981
    - Caribboecetes Just, 1983
    - Cephaloecetes Just, 2012
    - Cerapus Say, 1817
    - Concholestes Giles, 1888
    - Corocubanus Ortiz & Nazabal, 1984
    - Ericthonius Milne-Edwards, 1830
    - Neoecetes Just, 2012
    - Notopoma Lowry & Berents, 1996
    - Paracerapus Budnikova, 1989
    - Polynesoecetes Myers, 1989
    - Pseudericthonius Schellenberg, 1926
    - Rhinoecetes Just, 1983
    - Runanga J.L. Barnard, 1961
    - Siphonoecetes Krøyer, 1845
    - Tropicoecetes Just, 2012